# Ninəlov
Ninəlov è un comune dell'Azerbaigian situato nel distretto di Masallı. Conta una popolazione di 360 abitanti.